# Europarlamentari della Danimarca della IV legislatura
Gli europarlamentari della Danimarca della IV legislatura, eletti in occasione delle elezioni europee del 1994, furono i seguenti.

## Composizione storica
| Europarlamentare       | Lista                          | Gruppo |
| ---------------------- | ------------------------------ | ------ |
| Freddy Blak            | Socialdemocratici              | PSE    |
| Jens-Peter Bonde       | Movimento di Giugno            | EN     |
| Lone Dybkjær           | Sinistra Radicale              | ELDR   |
| Lilli Gyldenkilde      | Partito Popolare Socialista    | GV     |
| Bertel Haarder         | Venstre                        | ELDR   |
| Kirsten M. Jensen      | Socialdemocratici              | PSE    |
| Lis Jensen             | Movimento Popolare contro l'UE | EN     |
| Eva Kjer Hansen        | Venstre                        | ELDR   |
| Niels Anker Kofoed     | Venstre                        | ELDR   |
| Ole Krarup             | Movimento Popolare contro l'UE | EN     |
| Frode Kristoffersen    | Partito Popolare Conservatore  | PPE    |
| Karin Riis-Jørgensen   | Venstre                        | ELDR   |
| Christian Rovsing      | Partito Popolare Conservatore  | PPE    |
| Ulla Margrethe Sandbæk | Movimento di Giugno            | EN     |
| Poul Schlüter          | Partito Popolare Conservatore  | PPE    |
| Niels Sindal           | Socialdemocratici              | PSE    |

## Modifiche intervenute

### Partito Popolare Socialista
- In data 15.01.1996 a Lilli Gyldenkilde subentra John Iversen.